# Харан (пустеля)

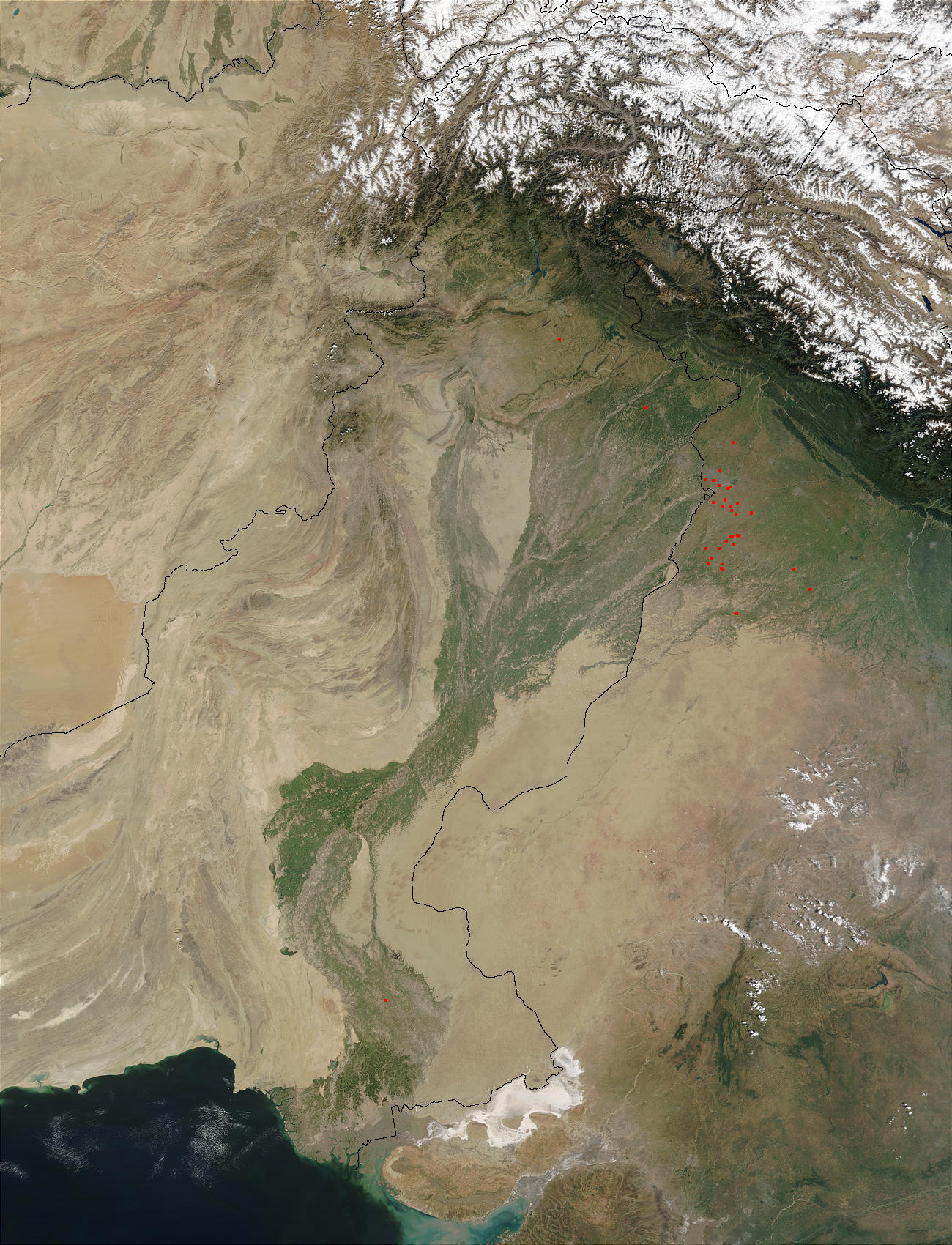
Пустеля Харан

Харан (урду خاران) — пустеля в окрузі Харан провінції Белуджистан у Пакистані. Складається з піщаних дюн, що дрейфують по основі з галькового конгломерату. Дрейфуючі дюни досягають висоти 15—30 метрів.
Пустеля обмежена гірською системою Ельбурс на півночі та краєм плато в Белуджистані за 1200 кілометрів на південний схід. Середня висота північної частини пустелі 1000 м, на південному сході — 250 м.
Середньорічна норма опадів становить менш як 100 мм.
У пустелі Харан 28 травня 1998 року було здійснене друге ядерне випробування Пакистану.